# Шабла (община)
Шабла (болг. Община Шабла) — община в Болгарии. Входит в состав Добричской области. Население составляет 5695 человек (на 16 июня 2008 года).
Административный центр общины в городе Шабла. Площадь территории общины 325 км², что составляет 0,29 % от территории Болгарии и 6,9 % от территории Добричской области. Община Шабла расположена в северо-восточной части Болгарии (историко-географическая область Южная Добруджа). На востоке общины Шабла побережье Чёрного моря, на западе граничит с общиной Генерал-Тошево, на севере с Румынией, на юге — с общиной Каварна.
Кмет (мэр) общины — Красимир Любенов Крыстев (Граждане за европейское развитие Болгарии (ГЕРБ)) по результатам выборов 2007 года в правление общины.

## Состав общины
В состав общины входят следующие населённые пункты:
1. село Божаново
2. село Ваклино
3. село Горичане
4. село Горун
5. село Граничар
6. село Дуранкулак
7. село Езерец
8. село Захари-Стояново
9. село Крапец
10. село Пролез
11. село Смин
12. село Стаевци
13. село Твырдица
14. село Тюленово
15. село Черноморци
16. город Шабла

## Достопримечательности
- Лагуна Шабленское озеро[болг.])
- Шабленский маяк
- Озеро Дуранкулак[болг.]
- Поселение Дуранкулак-Блатница поздненеолитической культуры Хаманджия (середина VI — первая половина V тыс. до н. э.)[4]